# Coddenham
Coddenham – wieś w Anglii, w hrabstwie Suffolk, w dystrykcie Mid Suffolk. Leży 10 km na północ od miasta Ipswich i 112 km na północny wschód od Londynu. Miejscowość liczy 570 mieszkańców.